# ایالات متحده آمریکا در المپیک تابستانی ۱۹۷۲
ایالات متحده آمریکا در بازی‌های المپیک تابستانی ۱۹۷۲ که در مونیخ آلمان غربی برگزار شد، با ۴۰۰ ورزشکار (۳۱۶ مرد، ۸۴ زن) در ۲۱ رشته ورزشی شرکت نمود و موفق به کسب ۹۴ مدال (۳۳ طلا، ۳۱ نقره، ۳۰ برنز) شد که در رتبه ۲ مسابقات قرار گرفت.